# RIZIN選手一覧
RIZIN選手一覧は、総合格闘技イベント「RIZIN」に参戦経験がある選手の一覧。
または、RIZINと契約をしたことがある選手、RIZINの公式HPの選手一覧に名前のある選手の一覧。
（※現時点では、Wikipediaにページがある選手のみ掲載）

## あ行
- あい（ 日本）
- 青木真也（ 日本）
- 青井人（ 日本）
- 秋元強真（ 日本）
- アキラ（ 日本）
- 曙（ 日本）
- 朝倉海（ 日本）
- 浅倉カンナ（ 日本）
- 朝倉未来（ 日本）
- 芦澤竜誠（ 日本）
- 芦田崇宏（ 日本）
- ANIMAL☆KOJI（ 日本）
- 安谷屋智弘（ 日本）
- 阿部大治（ 日本）
- アミール・アリアックバリ（ イラン）
- 新井丈（ 日本）
- 荒東"怪獣キラー"英貴（ 日本）
- アラン“ヒロ”ヤマニハ（ ブラジル）
- アリーシャ・ガルシア（ アメリカ合衆国）
- アリベク・ガジャマトフ（ ロシア・ダゲスタン共和国）
- 安西信昌（ 日本）
- アンディ・ウィン（ アメリカ合衆国）
- アンディ・サワー（ オランダ）
- 安保瑠輝也（ 日本）
- イアン・マッコール（ アメリカ合衆国）
- イゴール・タナベ（ ブラジル）
- 伊澤星花（ 日本）
- 石井一成（ 日本）
- 石井慧（ クロアチア）
- 石岡沙織 （ 日本）
- 石橋佳大（ 日本）
- イ・ジョンヒョン（ 大韓民国）
- 石渡伸太郎（ 日本）
- 伊藤空也（ 日本）
- 伊藤盛一郎（ 日本）
- 伊藤裕樹（ 日本）
- 井上直樹（ 日本）
- 井上雄策（ 日本）
- 今成正和（ 日本）
- イリー・プロハースカ（ チェコ）
- イルホム・ノジモフ（ ウズベキスタン）
- ヴァンダレイ・シウバ（ ブラジル）
- V.V Mei（ 日本）
- ヴィンス・モラレス（ アメリカ合衆国）
- ウェイリー・ジャン（ 中国）
- 上迫博仁（ 日本）
- 上田幹雄（ 日本）
- 植山征紀（ 日本）
- 魚井フルスイング（ 日本）
- ヴガール・ケラモフ（ アゼルバイジャン）
- ウザ強ヨシヤ（ 日本）
- 宇佐美正パトリック（ 日本）
- 牛久絢太郎（ 日本）
- 宇田悠斗（ 日本）
- 梅野源治（ 日本）
- AJ・マッキー（ アメリカ合衆国）
- 江藤公洋（ 日本）
- エドポロキング（ 大韓民国）
- 江幡睦（ 日本）
- 江幡塁（ 日本）
- エメリヤーエンコ・ヒョードル（ ロシア）
- エンカジムーロ・ズールー（ 南アフリカ共和国）
- 扇久保博正（ 日本）
- 大﨑孔稀（ 日本）
- 大島沙緒里（ 日本）
- 大砂嵐（ エジプト）
- 太田忍（ 日本）
- 太田将吾（ 日本）
- 大塚隆史（ 日本）
- 大原樹理（ 日本）
- 岡田遼（ 日本）
- 奥田啓介 （ 日本）
- 越智晴雄（ 日本）

## か行
- カイ・カラ＝フランス （ オーストラリア）
- 海人（ 日本 ）
- カイル・アグォン（ アメリカ合衆国）
- 春日井“寒天”たけし（ 日本）
- 加藤ケンジ（ 日本）
- 加藤久輝（ 日本）
- 金原正徳（ 日本）
- カルシャガ・ダウトベック（ カザフスタン）
- カルリ・ギブレイン（ ブラジル）
- 川尻達也（ 日本）
- 川名TENCHO雄生（ 日本）
- 川村虹花（ 日本）
- 神田コウヤ（ 日本）
- 神取忍（ 日本）
- 北岡悟（ 日本）
- 北方大地（ 日本）
- 城戸康裕（ 日本）
- 木下カラテ（ 日本）
- 木下憂朔（ 日本）
- キム・ギョンピョ（ 大韓民国）
- キム・スーチョル（ 大韓民国）
- 木村“フィリップ”ミノル（ ブラジル）
- ギャビ・ガルシア（ ブラジル）
- キング・モー（ アメリカ合衆国）
- KINGレイナ（ 日本）
- 金太郎（ 日本）
- 久保優太（ 日本）
- 久米鷹介（ 日本）
- 倉本一真（ 日本）
- 倉本大悟（ 日本）
- グラント・ボグダノフ（ アメリカ合衆国）
- クレア・ロペス（ フランス）
- クレベル・コイケ（ ブラジル）
- 黒部三奈（ 日本）
- クロン・グレイシー（ ブラジル）
- ケイト・ロータス（ 日本）
- 高阪剛（ 日本）
- 皇治（ 日本）
- 小西拓槙（ 日本）
- 五味隆典（ 日本）
- ゴラン・レリッジ（ クロアチア）
- CORO（ 日本）

## さ行
- 才賀紀左衛門（ 日本）
- 雑賀“ヤン坊”達也（ 日本）
- 斎藤裕（ 日本）
- 竿本樹生（ 日本）
- 桜井"マッハ"速人（ 日本）
- 桜庭和志（ 日本）
- 佐々木憂流迦（ 日本）
- 佐々木信治（ 日本）
- 佐藤将光（ 日本）
- SARAMI（ 日本）
- C.B.ダラウェイ（ アメリカ合衆国）
- 篠塚辰樹（ 日本）
- シバター（ 日本）
- 柴田"MONKEY"有哉 （ 日本）
- シビサイ頌真（ 日本）
- ジェームス・トンプソン（ イギリス）
- シェイン・カーウィン（ アメリカ合衆国）
- シェミスラブ・コバルチェク（ ポーランド）
- ジェロム・レ・バンナ（ フランス）
- ジャジー・ガーベルト （ ドイツ）
- ジャスティン・スコッギンス（ アメリカ合衆国）
- ジャレット・ブルックス（ アメリカ合衆国）
- 昇侍（ 日本）
- ジョニー・ケース（ アメリカ合衆国）
- ジャルジーニョ・ホーゼンストライク （ スリナム）
- ジュニア・タファ（ オーストラリア）
- ジョン・ウェイン・パー（ オーストラリア）
- ジョン・ドッドソン（ アメリカ合衆国）
- ジョン・マカパ（ ブラジル）
- 白川陸斗（白川ダーク陸斗）（ 日本）
- 白鳥大珠（ 日本）
- シング・心・ジャディブ（ インド）
- 真珠・野沢オークレアー（ アメリカ合衆国）
- ジン・ユ・フレイ（ アメリカ合衆国）
- シン・ユリ（ 大韓民国）
- 神龍誠（ 日本）
- 杉山しずか（ 日本）
- 鈴木千裕（ 日本）
- 鈴木博昭（ 日本）
- 鈴木宙樹（ 日本）
- 須田萌里（ 日本）
- スダリオ剛（ 日本）
- ストラッサー起一（ 日本）
- 砂辺光久（ 日本）
- スパイク・カーライル（ アメリカ合衆国）
- 関鉄矢（ 日本）
- 関原翔（ 日本）
- 関根“シュレック”秀樹（ 日本）
- セルジオ・ペティス（ アメリカ合衆国）
- 祖根寿麻（ 日本）
- 征矢貴（ 日本）

## た行
- 大雅（ 日本）
- 高木凌 （ 日本）
- 貴賢神（ 日本）
- 高谷裕之 （ 日本）
- 高橋遼伍 （ 日本）
- 瀧澤謙太（ 日本）
- 武田光司（ 日本）
- 武尊（ 日本）
- TATSUMI（ 日本）
- タナー・ロレンツォ（ アメリカ合衆国）
- ダニエル・サラス（ メキシコ）
- ダミアン・ブラウン（ オーストラリア）
- 田村潔司（ 日本）
- ダリオン・コールドウェル （ アメリカ合衆国）
- ダロン・クルックシャンク（ アメリカ合衆国）
- ダン・ヘンダーソン（ アメリカ合衆国）
- チャールズ・"クレイジー・ホース"・ベネット （ アメリカ合衆国）
- DJ.taiki（ 日本）
- ディエゴ・ブランダオン（ ブラジル）
- テオドラス・オークストリス（ リトアニア）
- 徳留一樹（ 日本）
- 渡慶次幸平（ 日本）
- 所英男（ 日本）
- トッド・ダフィー（ アメリカ合衆国）
- トップノイ・キウラム（トップノイ・タイガームエタイ）（ タイ）
- トニー・ララミー（ カナダ）
- トフィック・ムサエフ（ アゼルバイジャン）
- 冨澤大智（ 日本）
- 富松恵美（ 日本）

## な行
- 内藤大樹（ 日本）
- 中井りん（ 日本）
- 長島☆自演乙☆雄一郎（ 日本）
- 中島太一（ 日本）
- 中田大貴（ 日本）
- 中務修良（N.O.V）（ 日本）
- 中原太陽（ 日本）
- 中原由貴（ 日本）
- 中村寛（ 日本）
- 中村K太郎（ 日本）
- 中村大介（ 日本）
- 中村優作（ 日本）
- 那須川天心（ 日本）
- 那須川龍心（ 日本）
- NavE（ 日本）
- 新居すぐる（ 日本）
- 西浦"ウィッキー"聡生（ 日本）
- 西谷大成（ 日本）
- 野瀬翔平（ 日本）
- 野田蒼 （ 日本）

## は行
- 萩原京平（ 日本）
- パク・シウ（ 大韓民国）
- 長谷川賢（ 日本）
- パトリシオ・ピットブル（ ブラジル）
- パトリッキー・"ピットブル"・フレイレ（ ブラジル）
- パトリック・ミックス（ アメリカ合衆国）
- 浜崎朱加（ 日本）
- ハム・ソヒ（ 大韓民国）
- 原口央（ 日本）
- 原口健飛 （ 日本）
- 原虎徹（ 日本）
- バルト（把瑠都）（ エストニア）
- ぱんちゃん璃奈（ 日本）
- ピーター・アーツ（ オランダ）
- ヒース・ヒーリング（ アメリカ合衆国）
- 日沖発（ 日本）
- ビクター・コレスニック（ ロシア）
- ビクター・ヘンリー（ アメリカ合衆国）
- 日菜太（ 日本）
- 日比野"エビ中"純也（ 日本）
- 平松翔（ 日本）
- 平本丈（ 日本）
- 平本蓮（ 日本）
- 廣田瑞人（ 日本）
- HIROYA（ 日本）
- ヒロヤ（ 日本）
- ブアカーオ・バンチャメーク（ タイ）
- フアン・アーチュレッタ（ アメリカ合衆国）
- 福田龍彌（ 日本）
- 藤田和之（ 日本）
- 藤田大和（ 日本）
- 藤野恵実（ 日本）
- “ブラックパンサー”ベイノア（ アメリカ合衆国）
- フランク・シャムロック（ アメリカ合衆国）
- ブランドン・ホールジー（ アメリカ合衆国）
- ブルーノ・カッペローザ（ ブラジル）
- フロイド・メイウェザー・ジュニア（ アメリカ合衆国）
- 朴光哲（ 日本）
- ホジェリオ・ボントリン（ ブラジル）
- ボビー・オロゴン（ 日本）（ ナイジェリア）
- ボブ・サップ（ アメリカ合衆国）
- ホベルト・サトシ・ソウザ（ ブラジル）
- 堀江圭功（ 日本）
- 堀口恭司（ 日本）

## ま行
- マイケル・チャンドラー（ アメリカ合衆国）
- マイケル・ペイジ（ イギリス）
- 前澤智（ 日本）
- 前田吉朗（ 日本）
- マゲラム・ガサンザデ（ アゼルバイジャン）
- マゴメド・マゴメドフ（ ロシア）
- 摩嶋一整（ 日本）
- 町田光（ 日本）
- 松倉信太郎（ 日本）
- 松場貴志（ 日本）
- マニー・パッキャオ（ フィリピン）
- マネル・ケイプ（ アンゴラ）
- マルコス・ヨシオ・ソウザ（ ブラジル）
- 三浦孝太（ 日本）
- 水垣偉弥（ 日本）
- 宮田和幸（ 日本）
- 美濃輪育久（ミノワマン）（ 日本）
- ミルコ・クロコップ（ クロアチア）
- 村田夏南子（ 日本）
- 村元友太郎（ 日本）
- ムン・ジェフン（ 大韓民国）
- メイマン・マメドフ（ アゼルバイジャン）
- メルヴィン・ギラード（ アメリカ合衆国）
- 元谷友貴（ 日本）

## や行
- YA-MAN（ 日本）
- 矢地祐介（ 日本）
- 弥益ドミネーター聡志（ 日本）
- 大和哲也（ 日本）
- 山口裕人（ 日本）
- 山本アーセン（ 日本）
- 山本聖悟（ 日本）
- 山本空良（ 日本）
- 山本琢也（ 日本）
- 山本美憂（ カナダ）
- ヤン・ジヨン（ 大韓民国）
- YUSHI（ 日本）
- 横山武司（ 日本）
- 吉成名高（ 日本）

## ら行
- ラジャブアリ・"イーグル"・シェイドゥラエフ（ キルギス）
- ラマザン・テミロフ（ ウズベキスタン）
- リオン武（ 日本）
- RYOGA（ 日本）
- ルイス・グスタボ（ ブラジル）
- RENA（ 日本）
- ロッキー・マルティネス（ グアム）

## わ行
- ワジム・ネムコフ（ ロシア）
- 和田竜光 （ 日本）
- 渡辺彩華（ 日本）
- 渡辺華奈（ 日本）
- 渡部修斗（ 日本）
- ワレンティン・モルダフスキー（ ロシア）